# Juan José Segovia
Juan Joshep Segovia (Tacna, provincia de Tacna, 10 de agosto de 1729 - Chuquisaca, 1809) fue un criollo acomodado, con tantos antecedentes, estudios y acreditaciones que le permitieron ser electo rector de la universidad Real Mayor y Pontificia de San Francisco Javier de Chuquisaca, aunque gracias a envidias y confabulación de importantes personajes como el arcediano Gregorio Olaso, el fiscal Domingo  Ardaniz y Miguel Sanchez Moscozo fue encarcelado en Buenos Aires por un período de poco más de un año, siendo absuelto por acusaciones falsas resarciéndoselo por daños y perjuicios entre los años 1764-1793 

## Biografía
Juan José Segovia nació en Tacna, provincia de Tacna, el 10 de agosto de 1729; era hijo legítimo  de los españoles Tomás de Segovia y Joshepha Liendo, ambos pertenecientes a familias chapetonas de la zona. A los ocho años se trasladaba con sus padres a vivir a Chuquisaca, siendo alumno del Colegio de San Juan Bautista, adonde estudió Filosofía, Teología, Cánones y Leyes; graduándose de Doctor en ambos Derechos, y habiendo sido regente de la Cátedra de Vísperas de Cánones de aquella universidad, haciendo rigurosa oposición logró ser su titular; sirviéndola por espacio de veintidós años. 
Recibido de abogado en aquella Audiencia a los 24 años, defendió muchas causas; sirvió dos años la Abogacía de Pobres; substituyó una Relatoría por espacio de seis meses, obteniéndola luego en propiedad, e hizo de Fiscal, y Ministro en varios diferentes negocios forenses. Fue durante un año asesor de la referida ciudad de La Plata; estuvo propuesto para el cargo de Alcalde Ordinario; obtuvo el empleo de Promotor Fiscal Eclesiástico en aquel Arzobispado; y fue Asesor de aquellos Oficiales Reales. Hizo oposiciones a las Canonjías Doctoral, Magistral y Penitenciaria de aquella Iglesia Metropolitana, y mereció se le diese el tercer lugar, aún sin tener las Órdenes Mayores. Fue nombrado Examinador Sinodial de aquella Diócesis. 
Fue designado auditor de guerra de la expedición que se organizó en Chuquisaca para marchar sobre Moxos frente a la amenaza de guerra entre España y Portugal. La expresada audiencia en 1779 expuso que Segovia era Alcalde Ordinario de Primer Voto en aquella capital; que celebrándose el Concilio Provincial, le nombraron los sacerdotes que lo componían como su Consultor Jurista, expidiéndole el título correspondiente en 1774, y también la Junta de Temporalidades le nombró su defensor ese año.
Hallándose sublevada la Provincia de Chayanta, y acampados los indios en las inmediaciones de la ciudad de La Plata con el fin de invadirla, se formaron en 1780 dos compañías nombrándosele coronel comandante de ellas, por haber sido Auditor de Guerra en la expedición al Mattogrosso, siendo el primero que se presentaba para rechazar los enemigos, tolerando con constancia noche y día todas las fatigas de la guerra, cumpliendo exactamente con lo que le estaba ordenado, hasta que se verificó la tranquilidad de dicha provincia, y otras que estaban sublevadas.
En carta de 15 de octubre de 1781 informó el Regente de la Audiencia de Charcas de las buenas circunstancias de Segovia, y especialmente del particular desempeño de la comisión que se le confirió por aquella Presidencia para ratificar al vecindario en su constante fidelidad, calumniada en una carta anónima que fue arrojada en la antesala de la propia Presidencia, en que se suponía proyectaban sus moradores una conjuración contra el Rey y sus Ministros; cuya impostura fue enteramente desvanecida por la comisión conferida a Segovia, quien la evacuó con acierto y sagacidad; demostrando ser uno de los más hábiles letrados que se conocen en aquel distrito, siendo sus discípulos la mayor parte de los abogados de aquella Audiencia.
Por una certificación dada por Mariano Sánchez de Velasco, secretario de la Real Universidad de San Francisco Xavier de La Plata (Chuquisaca), con fecha 17 de febrero de 1784, consta que habiendo vacado la Cátedra de Prima por muerte de su titular, Carlos Montoya, Segovia hizo oposición y por pluralidad de votos se le confirió su titularidad. También consta que Ignacio Flores, Coronel de los Reales Ejércitos de S. M., Presidente de la Real Audiencia de La Plata y Gobernador Intendente de la provincia homónima, lo nombró su asesor, atendiendo a sus buenas cualidades y circunstancias.
Al producirse alborotos en la ciudad de Chuquisaca el 22 y 23 de julio de 1785, como consecuencia de la muerte de un paisano debido a las heridas causadas por un soldado del Regimiento de Extremadura, y correrse rumores de que la plebe alborotada era incitada por algunos vecinos criollos, el Doctor Juan José Segovia junto con otros colegas de ese origen se sintieron ultrajados en su lealtad y honor, procediendo a recolectar firmas de protesta contra esa acusación, exigiendo una investigación a fondo para determinar los verdaderos culpables.
El 10 de diciembre de 1785,  dias anteriores al festejo de San Francisco Xavier como era costumbre se concretó nueva elección del rector de la Real y Pontifícia Universidad de San Francisco Xavier de Charcas (Chuquisaca, La Plata), a través de una terna propuesta por el rector saliente, y otra propuesta por el claustro docente, recayendo la elección por unanimidad en el Dr. Juan José Segovia.
Segovia se convertirá en sospechoso gracias a las intrigas de coetáneos inescrupulosos, al ser considerada inmodesta su autodenominada posición de “defensor de los criollos” y enredada su elección como rector de la Universidad de Chuquisaca a causa de las acusaciones del rector saliente, el sacerdote José Gregorio de Olaso, que lo sindicaba como “tumultante y tribuno del pueblo”, cuestiones por las que el Virrey Marqués de Loreto ordenaría el 16 de enero de 1786 su separación del puesto de rector de la universidad, instruyendo su arresto e inmediata remisión a Potosí, encargando su especial cuidado al nuevo Gobernador Intendente de La Plata y Presidente de la Audiencia de Charcas, Coronel Vicente de Gálvez, sucesor de Ignacio Flores, recomendándole establecer la mejor hora para apresarlo, y al oficial conductor precauciones en el transporte para evitar cualquier insulto en el camino, no permitiéndosele ninguna comunicación verbal ni escrita con nadie, incluyendo al propio Coronel Ignacio Flores, disponiéndose embargo de sus bienes y escritos que se le encontraren.

## El pleito injusto de segovia
En febrero de 1786, Segovia fue enviado a Potosí con escolta, llegando a Buenos Aires, la capital del Virreinato del Río de la Plata, en mayo de 1786, siendo encerrado en los calabozos de los reos de la rebelión de Oruro. En La Plata, Manuela del Risco y Agorreta, dada la ausencia de su esposo, el Dr. Juan José Segovia, dará poder en la ciudad de Buenos Aires a Francisco de Alva y Antonio Francisco Mutis, procuradores de la Real Audiencia, para su defensa ante cualquier acusación.
Luego de varias representaciones de sus abogados, el Fiscal Miguel Sánchez Moscoso respondió que a Segovia aún no se le había tomado confesión ni se le habían hecho los correspondientes cargos por no haberse completado el sumario, resultando que no podría salir en libertad condicional hasta que no se le recibiera confesión. En cuanto a lo riguroso de la prisión, el Capitán Manuel Soler, comisionado para su subsistencia, declaraba que al encomendársele ubicarlo a Segovia, no encontró mejor lugar que el que servía como sala para las declaraciones de los reos en las Casas de Oruro, siendo la habitación más seca, resguardada y amparada de la intemperie; que había una persona encargada de su manutención y limpieza; que se le permitía afeitarse y confesarse, y estaba sólo en su cuarto, sin grillos ni requisas periódicas. Con el mismo sentido, el Brigadier José Custodio de Sáa y Faría dio su testimonio sobre la situación de Segovia.
El 3 de diciembre de 1786, el rey Carlos III enviaba una Real Cédula al Virrey Marqués de Loreto, afirmando que habiéndose enterado por Ignacio Flores, Presidente de la Real Audiencia de Charcas, en una carta de diciembre de 1785, de lo ocurrido en la elección del rector de la universidad de Chuquisaca; y que mediante otra de enero de 1786 le hacía presente el arcediano Gregorio de Olaso los agravios que el enunciado presidente le había inferido por haber solicitado en calidad de rector de aquella universidad que la Real Junta de Aplicaciones declarase la duda que embarazaba la elección de su sucesor. Más tarde, por parte de Segovia, relator de la Real Audiencia de Charcas, se le informó que resentido Olaso de que se le nombrara rector, maquinó contra su persona toda clase de imposturas, y que con auxilio del Fiscal en lo Criminal de la Real Audiencia de Charcas había conseguido su intento, viéndose preso y conducido a Buenos Aires, incomunicado y embargado de sus bienes, le suplicaba le hiciera otorgar libertad bajo fianza, y que  Gregorio Olaso  y Miguel Sanchez Moscoso pagaran lo que correspondiera por las calumnias . Por eso, consultando el Consejo de Indias, el rey había resuelto que substanciaran y determinaran recurso en este asunto, dándole cuentas justificadas de la providencia expedida y sus fundamentos, y que si no resultaba otra la causa para su arresto, liberarán a Segovia poniéndolo en libertad bajo fianza.
El 15 de febrero de 1787, Vicente de Gálvez, Gobernador Intendente de La Plata, comunicaba al Virrey Marqués de Loreto que había dispuesto que se socorriera a la mujer e hijos de Segovia con lo necesario para alimentos con lo mejor de los bienes de su marido: disponiendo que no se le embargaría el sueldo de 1000 pesos, pues Segovia continuaba como relator de la Real Audiencia de Charcas, y habiendo cumplido un año de prisión había mandado a la Real Hacienda le pagaran lo devengado por ese concepto, y que como poseía en Lima algunos miles en giro, sería muy razonable los percibiera su mujer; y que también recibirían los 25 pesos mensuales que el arzobispo le daba a cuenta del salario que le correspondía por la cátedra que tenía en la universidad.
Por fin, el 7 de abril de 1787 se sometió a Segovia a interrogatorio frente a Manuel Arredondo, regente de la Real Audiencia Pretorial de Buenos Aires. El acusado afirmó hallarse en Chuquisaca en los días 22 y 23 de julio de 1785, sucediendo que estando la noche del 21 de julio en su casa en compañía del Alcalde Ordinario Juan Antonio Fernández y otros sujetos, llegó una mujer llorando y quejándose con otras, sobre que un soldado había dado muerte a su marido. Fueron con ellas a una casa adonde encontraron un cadáver con varias heridas. Al día siguiente, el alguacil mayor Francisco Arana le solicitó saliese a contener a la plebe que se había alterado contra los soldados por aquella muerte. Al principio Segovia se negó, pero luego ayudó en la contención de la plebe, sufriendo insolencias y algunos golpes con piedras, logrando sosegar y hacer retirar a la plebe atumultada. Al día siguiente temprano de mañana, entró a su casa Bonifacio Vizcarra, subdelegado de Yamparáez, afirmando que la plebe se había vuelto a alborotar porque los soldados habían dado algunas cuchilladas a sus paisanos, cuestión por la que salieron a la plaza tratando de calmar los ánimos caldeados. Después que la tropa hizo una descarga a la multitud, la plebe se retiró; Segovia luego recorrió algunas zonas para apaciguar los ánimos. Posteriormente habría concluido el alboroto.

## Libertad y desagravio
Poco después de su declaración testimonial, se le concedió libertad condicional a Segovia, aunque la sentencia definitiva fue dada por la Real Audiencia Pretorial de Buenos Aires recién el 3 de marzo de 1788, encontrándolo inocente y resarciéndolo por daños y perjuicios, multando como responsables por Real Cédula del 15 de julio de 1789 al propio Virrey Nicolás del Campo, Marqués de Loreto, en 4.800 pesos, a su asesor Miguel Sánchez Moscoso por igual monto, y a Domingo Arnaiz de las Revillas, fiscal de la Real Audiencia de Charcas, en 2.400 pesos, siendo todos ellos responsables por los perjuicios ocasionados al acusado, por haber sido quienes acordaron su arresto el 16 de enero de 1786.
Ya absuelto de sus acusaciones y repuesto en el cargo de rector de la Universidad de Chuquisaca, Segovia, pasó a España en compañía de su hijo Juan Antonio, a fin de proseguir su causa, que ponía a disposición del rey.  El fallo de la audiencia aún no se cumplía, salvo en el desembargo de los bienes, mientras que el arcediano Olaso resistía el pago de las costas fiscales, y el fiscal Arnaiz resistía la devolución de los papeles privados. Elaborará al respecto, una Defensa Jurídica bien elaborada, para denostar al virrey Marqués de Loreto, y los otros coautores de su injusta prisión. 
En 1790 fue elegido nuevamente rector de la Universidad de Chuquisaca, y lo mismo en diciembre de 1791, por unánime aclamación del claustro docente. Para el año 1793, el secretario general de la universidad certificó respecto a Segovia:

En tiempos de sus rectorados han florecido en la Universidad los estudios, se han formado constituciones, i se ha adornado la capilla con una rica i costosa colgadura de terciopelo carmesí, con franjas de oro.

En el año 1789, se expidió una real orden encaminada a premiar y desagraviar en la persona de Juan Antonio Segovia y Risco Agorreta, el hijo, por los padecimiento del padre, mandando al gobernador intendente de Potosí que lo colocara en una de las subdelegaciones de esa provincia; en otra orden de 1793, el Rey expidió a Segovia título de Ministro Honorario de la Audiencia de Charcas, de cuya relatoría acaba de concederle jubilación con goce íntegro del sueldo correspondiente.
Falleció en la ciudad de Chuquisaca, en 1809, poco tiempo antes de los sucesos revolucionarios que serían antecedentes legítimos del movimiento independentista americano.

## Posición político- filosófica de Segovia
A este hombre ordenado, buen cristiano y famoso abogado le tocó actuar en una de las épocas más agitadas de la historia de Chuquisaca. Entre 1780 y 1809, la ciudad fue escenario de importantes acontecimientos políticos: la sublevación indígena de Tomás Catari; el movimiento mestizo contra los granaderos de Extremadura; y los hechos precursores de la revolución criolla de mayo de 1809.
Frente a esos acontecimientos que revelaban el estado de descomposición a que había llegado la dominación española en América, Segovia mantuvo firme su fe en el régimen hispánico, su lealtad al rey y su amor al orden colonial.
Hombre de leyes, Segovia tenía el sentido del orden, del equilibrio, de la moderación. Nunca su pensamiento tuvo una audacia ni se dejó seducir por las corrientes renovadoras que surgían en su época.  Las virtudes del hombre público se resumían para Segovia en 

el celo sin aspereza, la afabilidad sin afectación, la discreción sin vanidad, la fortaleza sin arrogancia, la amistad sin pasión, la veracidad sin ofensión y la justicia sin rigor.

La ecuanimidad y el sentido práctico de su espíritu aparecían en su testamento que disponía, por ejemplo, que en su entierro se entonara el canto llano sin intervención de instrumentos que impidieran “la inteligencia de los salmos que es lo que eleva el espíritu de la concurrencia" y pedía que los oidores de la Audiencia no asistieran a su entierro si fuere en día de trabajo porque “mayor mérito será en el tribunal de Dios que no se interrumpa o abrevie el despacho de los negocios por dicha asistencia".
En el curso del pleito motivado por su designación como Rector de la Universidad, Segovia había expresado: "He de defender a la patria por el honor de mis hijos hasta perder la última gota de sangre". Pero para Segovia la patria era el orden vigente, era el régimen dentro del cual se encontraba viviendo.

En esta expresión defensa de la patria —decía— no puede entenderse rebelión contra el soberano, inquietud del pueblo o algún otro acto reprobado, porque ésta no sería defensa de la patria sino destrucción de ella tampoco sería honor de las familias, sino su mayor deshonor, vileza y ultraje.

Segovia era monarquista y hasta cesarista. Tenía una concepción, según la cual, la historia estaría hecha no por las masas anónimas, sino por los héroes. 

Los gobernantes son las almas de los imperios — afirmaba — Son las repúblicas unos cuerpos políticos que sólo subsisten por la acertada dirección del jefe que las manda. Pero en las calamidades públicas, el cielo que decreta el daño suele compasivo proporcionar el remedio enviando un héroe.